# Сторас, Стивен
Стивен Сторас (англ. Stephen Storace; 4 апреля 1762, Лондон — 19 марта 1796, там же) — английский композитор, брат певицы Анны Сторас.

## Биография
Родился 4 апреля 1762 года в Лондоне в семье итальянского контрабасиста.
После первых уроков отца с 1775 года учился музыке в консерватории Сан-Онофрио в Неаполе. По окончании консерватории работал в Италии, затем последовал за своей сестрой в Вену, где в 1785 году была поставлена его первая опера «Недовольные супруги» (итал. Gli Sposi malcontenti); за ней последовали «Недоразумения» (итал. Gli Equivoci, по «Комедии ошибок» Шекспира) и «Доктор и аптекарь» (нем. Der Doctor und der Apotheker). Однако настоящий успех пришёл к Сторасу после возвращения в Лондон в 1787 году: целый ряд его опер, преимущественно комических, был поставлен при активном участии Анны Сторас. Часто эти оперы имели экзотический для того времени сюжет, изображая различные дальние страны и малознакомые европейцам народы («Пираты», 1792, «Чероки», 1794).